# Amastan
Amastan  è un nome proprio di persona berbero maschile.

## Varianti
- Maschili: Amastane, Amestan

## Origine e diffusione
Esso è collegato con la radice esten ("proteggere, difendere"), e significa dunque "protettore, difensore". Come neologismo, il termine è stato proposto per rendere, in ambito giuridico, il senso di "avvocato". Tipico del mondo tuareg, ma recentemente impiegato anche altrove
Si tratta di un termine attestato già nell'antichità negli antroponimi del Nordafrica. In particolare, Mastanabal, padre di Giugurta, reca un nome composto da Mastan + Baal (nel senso vuoi di "protettore [del tempio] di Baal", vuoi di "protetto da Baal"). Anche Mastanesosus, padre di Bocco II, aveva un nome con identica struttura.

## Persone
Il nome Amastan è particolarmente noto per essere quello del padre di Musa ag Amastan, il più celebre amenukal dell'Ahaggar. Di un (altro) Amastan era figlia anche Kenwa ult Amastan, la più celebre poetessa dei Taitoq.

## Toponimi
Il nome Amastan è presente anche nella toponomastica. Una valle di dune nel massiccio dell'Ajjer (Algeria) reca il nome di Wa-n-Amastan "Quello di Amastan".